# Campeonato Argentino Juvenil 1979
El Campeonato Argentino Juvenil de 1979 fue la octava edición del torneo para seleccionados juveniles de las uniones regionales afiliadas a la Unión Argentina de Rugby. Se llevó a cabo entre el 7 y el 22 de julio de 1979.
La Unión Sanjuanina de Rugby organizó por primera vez las fases finales del campeonato juvenil, habiendo anteriormente solamente actuado como subsede en del torneo y durante el Campeonatos Argentinos de Mayores.
Buenos Aires ganó el torneo por séptimo año consecutivo luego de vencer en la final a la Unión Santafesina de Rugby.

## Equipos participantes
Participaron de esta edición dieciséis equipos: quince uniones provinciales y la Unión Argentina de Rugby, representada por el equipo de Buenos Aires. 
| Equipo        | Unión                                                |
| ------------- | ---------------------------------------------------- |
| Alto Valle    | Unión de Rugby del Alto Valle de Río Negro y Neuquén |
| Austral       | Unión de Rugby Austral                               |
| Buenos Aires  | Unión Argentina de Rugby                             |
| Chubut        | Unión de Rugby del Valle del Chubut                  |
| Córdoba       | Unión Cordobesa de Rugby                             |
| Cuyo          | Unión de Rugby de Cuyo                               |
| Jujuy         | Unión Jujeña de Rugby                                |
| Mar del Plata | Unión de Rugby de Mar del Plata                      |
| Nordeste      | Unión de Rugby del Nordeste                          |
| Rosario       | Unión de Rugby de Rosario                            |
| Salta         | Unión de Rugby de Salta                              |
| San Juan      | Unión Sanjuanina de Rugby                            |
| Santa Fe      | Unión Santafesina de Rugby                           |
| Sur           | Unión de Rugby del Sur                               |
| Tandil        | Unión Tandilense de Rugby                            |
| Tucumán       | Unión de Rugby de Tucumán                            |

## Primera fase

### Zona 1
La Unión Santafesina de Rugby actuó como sede de la Zona 1.
|  | Semifinales | Semifinales | Semifinales |         |          | Final      | Final      | Final      |  |
|  | 7 de julio  | 7 de julio  | 7 de julio  |         |          | 8 de julio | 8 de julio | 8 de julio |  |
|  |             |             |             |         |          |            |            |            |  |
|  |             |             |             |         |          |            |            |            |  |
|  | Santa Fe    | Santa Fe    | 29          |         |          |            |            |            |  |
|  | Santa Fe    | Santa Fe    | 29          |         |          |            |            |            |  |
|  | Jujuy       | Jujuy       | 0           |         |          |            |            |            |  |
|  | Jujuy       | Jujuy       | 0           |         | Santa Fe | Santa Fe   | 22         |            |  |
|  |             |             |             |         | Santa Fe | Santa Fe   | 22         |            |  |
|  |             |             | Tucumán     | Tucumán | 16       |            |            |            |  |
|  | Tucumán     | Tucumán     | Tucumán     | Tucumán | 16       | 29         |            |            |  |
|  | Tucumán     | Tucumán     |             |         |          | 29         |            |            |  |
|  | Nordeste    | Nordeste    | 0           |         |          |            |            |            |  |
|  | Nordeste    | Nordeste    | 0           |         |          |            |            |            |  |
|  |             |             |             |         |          |            |            |            |  |

### Zona 2
La Unión Tandilense de Rugby actuó como sede de la Zona 2.
|  | Semifinales   | Semifinales   | Semifinales   |               |   | Final      | Final      | Final      |  |
|  | 7 de julio    | 7 de julio    | 7 de julio    |               |   | 8 de julio | 8 de julio | 8 de julio |  |
|  |               |               |               |               |   |            |            |            |  |
|  |               |               |               |               |   |            |            |            |  |
|  |               |               |               |               |   |            |            |            |  |
|  |               |               |               |               |   |            |            |            |  |
|  |               |               |               |               |   |            |            |            |  |
|  |               | Tandil        | Tandil        | 9             |   |            |            |            |  |
|  |               |               |               | 9             |   |            |            |            |  |
|  |               |               | Mar del Plata | Mar del Plata | 6 |            |            |            |  |
|  | Mar del Plata | Mar del Plata | Mar del Plata | Mar del Plata | 6 | 13         |            |            |  |
|  | Mar del Plata | Mar del Plata |               |               |   | 13         |            |            |  |
|  | Sur           | Sur           | 12            |               |   |            |            |            |  |
|  | Sur           | Sur           | 12            |               |   |            |            |            |  |
|  |               |               |               |               |   |            |            |            |  |

### Zona 3
La Unión Cordobesa de Rugby actuó como sede de la Zona 3.
|  | Semifinales | Semifinales | Semifinales |         |         | Final      | Final      | Final      |  |
|  | 7 de julio  | 7 de julio  | 7 de julio  |         |         | 8 de julio | 8 de julio | 8 de julio |  |
|  |             |             |             |         |         |            |            |            |  |
|  |             |             |             |         |         |            |            |            |  |
|  | Córdoba     | Córdoba     | 9           |         |         |            |            |            |  |
|  | Córdoba     | Córdoba     | 9           |         |         |            |            |            |  |
|  | Cuyo        | Cuyo        | 3           |         |         |            |            |            |  |
|  | Cuyo        | Cuyo        | 3           |         | Córdoba | Córdoba    | 6          |            |  |
|  |             |             |             |         | Córdoba | Córdoba    | 6          |            |  |
|  |             |             | Rosario     | Rosario | 30      |            |            |            |  |
|  | Rosario     | Rosario     | Rosario     | Rosario | 30      | 43         |            |            |  |
|  | Rosario     | Rosario     |             |         |         | 43         |            |            |  |
|  | Salta       | Salta       | 14          |         |         |            |            |            |  |
|  | Salta       | Salta       | 14          |         |         |            |            |            |  |
|  |             |             |             |         |         |            |            |            |  |

### Zona 4
La Unión de Rugby de Rosario actuó como sede de la Zona 4.
|  | Semifinales  | Semifinales  | Semifinales  |              |            | Final      | Final      | Final      |  |
|  | 7 de julio   | 7 de julio   | 7 de julio   |              |            | 8 de julio | 8 de julio | 8 de julio |  |
|  |              |              |              |              |            |            |            |            |  |
|  |              |              |              |              |            |            |            |            |  |
|  | Alto Valle   | Alto Valle   | 25           |              |            |            |            |            |  |
|  | Alto Valle   | Alto Valle   | 25           |              |            |            |            |            |  |
|  | Austral      | Austral      | 3            |              |            |            |            |            |  |
|  | Austral      | Austral      | 3            |              | Alto Valle | Alto Valle | 7          |            |  |
|  |              |              |              |              | Alto Valle | Alto Valle | 7          |            |  |
|  |              |              | Buenos Aires | Buenos Aires | 66         |            |            |            |  |
|  | Buenos Aires | Buenos Aires | Buenos Aires | Buenos Aires | 66         | 26         |            |            |  |
|  | Buenos Aires | Buenos Aires |              |              |            | 26         |            |            |  |
|  | Chubut       | Chubut       | 9            |              |            |            |            |            |  |
|  | Chubut       | Chubut       | 9            |              |            |            |            |            |  |
|  |              |              |              |              |            |            |            |            |  |

## Interzonal
El encuentro interzonal clasificatorio para las semifinales del torneo enfrentó a los ganadores las zonas 3 y 4, la Unión de Rugby de Rosario y Buenos Aires.
| 15 de julio | Rosario | 6 - 13  | Buenos Aires | Rosario, |  |
|             |         | Reporte |              |          |  |

## Fase final
La Unión Sanjuanina de Rugby clasificó directamente a semifinales por ser sede de las fases finales.
|  | Semifinales  | Semifinales  | Semifinales  |              |          | Final       | Final       | Final       |  |
|  | 21 de julio  | 21 de julio  | 21 de julio  |              |          | 22 de julio | 22 de julio | 22 de julio |  |
|  |              |              |              |              |          |             |             |             |  |
|  |              |              |              |              |          |             |             |             |  |
|  | Santa Fe     | Santa Fe     | 29           |              |          |             |             |             |  |
|  | Santa Fe     | Santa Fe     | 29           |              |          |             |             |             |  |
|  | Tandil       | Tandil       | 3            |              |          |             |             |             |  |
|  | Tandil       | Tandil       | 3            |              | Santa Fe | Santa Fe    | 3           |             |  |
|  |              |              |              |              | Santa Fe | Santa Fe    | 3           |             |  |
|  |              |              | Buenos Aires | Buenos Aires | 37       |             |             |             |  |
|  | Buenos Aires | Buenos Aires | Buenos Aires | Buenos Aires | 37       | 46          |             |             |  |
|  | Buenos Aires | Buenos Aires |              |              |          | 46          |             |             |  |
|  | San Juan     | San Juan     | 18           |              |          |             |             |             |  |
|  | San Juan     | San Juan     | 18           |              |          |             |             |             |  |
|  |              |              |              |              |          |             |             |             |  |

|                      |
| Buenos Aires Campeón |
| Séptimo título       |